# Matando Cabos
Matando Cabos é um filme de ação mexicano dirigido por Alejandro Lozano em 2004.

## Informações
Realização - Alejandro Lozano
 Criadores - Tony Dalton, Kristoff
 País de Origem - México
 Gênero - Ação
 Ano - 16 julho 2004
 Música - Santiago Ojeda
 Produtores - Billy y Fernando Rovzar
 Montagem - Alberto de Toro

## Elenco
- Ana Claudia Talancón - Paulina
- Tony Dalton - Javier
- Pedro Armendáriz Jr. - Oscar Cabos
- Kristoff- Mudo
- Raúl Méndez - Botcha
- Joaquín Cosio - Mascarita
- Gustavo Sánchez Parra - Nico
- Rocío Verdejo - Lula
- Silverio Palacios - Tony 'El Canibal'
- Jacqueline Voltaire - Gabriela Cabos
- Pedro Altamirano - Nacho
- Norman Sotolongo - Cholo
- José Ángel Bichir - Ulises
- Alejandro Galán - Juan
- Mary Paz Mata - Tere
- Giselle Audirac - Secretaria Cabos